# Anawa (zespół muzyczny)
Anawa – polski zespół instrumentalny, założony w grudniu 1966 roku w Krakowie. Z czasem przekształcił się w samodzielną grupę wokalno-instrumentalną.

## Historia
Na początku był to kabaret studentów Wydziału Architektury Politechniki Krakowskiej – Anawa, który tworzyli: Jan Kanty Pawluśkiewicz, Marek Czuryło, Adam Pasternakiewicz, Ziemowit Pawluśkiewicz, Michał Pawluśkiewicz i Tadeusz Kalinowski. Wkrótce dołączył Marek Grechuta. Artyści określali swoją działalność jako: sztukę jarmarczno-cyrkową, z przerwami na piosenkę liryczną.
W kabarecie Anawa powstały pierwsze utwory autorstwa Grechuty i Pawluśkiewicza. Kompozycje miały nastrój liryczny (Pomarańcze i mandarynki), lub żartobliwy (Tango Anawa). Równolegle z kabaretem powstał zespół muzyczny Anawa, który tworzyli: M. Grechuta (śpiew), J.K. Pawluśkiewicz (fortepian), Zbigniew Wodecki (skrzypce), Anna Wójtowicz (wiolonczela), Tadeusz Dziedzic (gitara).
Zespół odniósł znaczące sukcesy. W 1967 zdobył Grand Prix na Festiwalu Piosenki i Piosenkarzy Studenckich w Krakowie. Zespół był wielokrotnie nagradzany na Krajowym Festiwalu Piosenki Polskiej w Opolu (1968, 1969, 1971). W 1969 Anawa zrealizowała pierwszą czwórkę dla Pronitu, a telewizja wyemitowała film pt. Będziesz moją panią. Skład formacji na przestrzeni lat wielokrotnie ulegał zmianom. Z zespołem współpracowali: gitarzysta Marek Jackowski i kontrabasista, a następnie flecista Jacek Ostaszewski. Muzycy brali udział w nagraniu płyt Marek Grechuta & Anawa (1970) i Korowód (1971). W grupie pojawiły się różnice na tle artystycznym.
Latem 1972 roku, po rozstaniu z Grechutą, Ostaszewskim i Jackowskim (dwaj ostatni muzycy wraz z Tomaszem Hołujem stworzyli trio Osjan) wokalistą grupy został Andrzej Zaucha (wcześniej w Dżamblach), z którym został nagrany tylko jeden album pt. „Anawa”. Na płycie Jan Kanty Pawluśkiewicz dał wyraz swoim ówczesnym upodobaniom mieszając poezję (głównie Leszka Aleksandra Moczulskiego) z awangardą i jazz-rockiem. Grupa była jednym z uczestników koncertu towarzyszącego igrzyskom olimpijskim w Monachium oraz atrakcją najważniejszych imprez kulturalnych środowiska akademickiego, np. w maju 1973, kiedy to uczestniczyła w Studenckiej Wiośnie Estradowej, czy we wrześniu w Intercopernicaliach. Grupa znalazła się na obrzeżach rodzimej rozrywki i grała ograniczoną liczbę koncertów, co było spowodowane decyzją Pawluśkiewicza. Kilka piosenek jak np. Nie przerywajcie zabawy często gościło na radiowej antenie. Kompozycję Tańcząc w powietrzu pt. Linoskoczek nagrał po latach Grzegorz Turnau.
Grupa zawiesiła działalność jesienią 1973 roku. Wtedy też do sprzedaży trafił jej najbardziej rockowy longplay. W połowie 1976 Pawluśkiewicz zainteresował Grechutę pracą nad musicalem Szalona lokomotywa, opartym na motywach utworów Stanisława Ignacego Witkiewicza. Od 1976 Anawa ponownie współpracowała z Grechutą (z przerwą w latach 1989–1994), ale już bez Jana Kantego Pawluśkiewicza (odszedł w 1980). Kierownictwo muzyczne grupy przejął Michał Półtorak. Ostatni okres aktywności zespołu przypada na lata 1994–2003.
Zespół dał ponad dwa i pół tysiąca koncertów w Polsce i za granicą. „Anawa” to spolszczona wersja 2 słów z jęz. francuskiego – en avant. Po polsku znaczy to tyle co „naprzód”

## Muzycy
W zespole w różnym czasie i w różnym charakterze – oprócz założycieli – występowali:

- Marek Grechuta – śpiew
- Andrzej Zaucha – śpiew, instrumenty perkusyjne
- Tadeusz Dziedzic – gitara (pierwszy skład)
- Marek Jackowski – gitara
- Zbigniew Frankowski – gitara, śpiew
- Paweł Ścierański – gitara
- Robert Hobrzyk – gitara
- Jerzy Wysocki – gitara
- Janusz Grzywacz – rhodes[3]
- Wojciech Wegliński – instrumenty klawiszowe
- Konrad Mastyło – instrumenty klawiszowe
- Mariusz Pikuła – instrumenty klawiszowe
- Paweł Piątek – fortepian
- Piotr Techmański – flet, saksofon
- Leszek Szczerba – flet, saksofon tenorowy
- Zbigniew Wodecki – skrzypce (pierwszy skład)
- Zygmunt Kaczmarski – skrzypce, gitara
- Michał Półtorak – skrzypce
- Tomasz Góra – skrzypce
- Joanna Giemzowska – skrzypce
- Halina Jarczyk – skrzypce
- Tomasz Góra – skrzypce
- Mirosław Stępień – skrzypce
- Jerzy Mikuliszak – skrzypce
- Tadeusz Kożuch – altówka, trąbka
- Anna Wójtowicz – wiolonczela (pierwszy skład)
- Zbigniew Paleta – skrzypce
- Jadwiga Olesińska – wiolonczela
- Wiesław Murzański – wiolonczela
- Alicja Góra – wiolonczela
- Jacek Ostaszewski – kontrabas, flet
- Jan Gonciarczyk – kontrabas
- Józef Michalik – kontrabas
- Krzysztof Ścierański – gitara basowa
- Adam Moszumański – gitara basowa
- Eugeniusz Makówka – perkusja
- Marian Bronikowski – perkusja
- Jan Pilch – perkusja
- Sławomir Berny – perkusja
- Marek Olma – perkusja
- Marek Sitkowski – perkusja
- Andrzej Popiel – perkusja

## Dyskografia
- Marek Grechuta & Anawa (1970)
- Korowód (1971)
- Anawa (1973)
- Szalona lokomotywa (1977)
- Śpiewające obrazy (1981)
- Wiosna – ach to ty (1987)
- Krajobraz pełen nadziei (1989)
- Ocalić od zapomnienia (1990)